# ماري جوزيف
ماري جوزيف (بالإنجليزية: Marie Joseph)‏‏ (1968 في لانكشر - ) روائية من المملكة المتحدة.